# Kikongo (genre)
Pour les articles homonymes, voir Kikongo (homonymie).
Genre
Kikongo est un genre d'araignées aranéomorphes de la famille des Gnaphosidae.

## Distribution
Les espèces de ce genre se rencontre au Congo-Kinshasa et au Kenya.

## Liste des espèces
Selon World Spider Catalog (version 21.0, 22/06/2020) :
- Kikongo buta Rodrigues & Rheims, 2020
- Kikongo rutshuru Rodrigues & Rheims, 2020
- Kikongo ruwenzori Rodrigues & Rheims, 2020

## Étymologie
Le nom du genre est une référence au kikongo qui est, selon la Constitution de la République démocratique du Congo, l'une des langues nationales du pays.

## Publication originale
- Rodrigues & Rheims, 2020 : An overview of the African genera of Prodidominae spiders: descriptions and remarks (Araneae: Gnaphosidae). Zootaxa, no 4799(1), p. 1-80.